# Plougasnou
Plougasnou település Franciaországban, Finistère megyében. Lakosainak száma 3035 fő (2022. január 1.). Plougasnou Plouezoc’h és Saint-Jean-du-Doigt községekkel határos.

## Népesség
A település népességének változása:
| Lakosok száma | 3422 | 3432 | 3530 | 3240 | 3108 | 2999 | 2776 | 2737 | 2724 | 3035 |
|               | 1968 | 1982 | 1990 | 2006 | 2013 | 2015 | 2017 | 2019 | 2020 | 2022 |